# Liga Profesionistă de Fotbal
Liga Profesionistă de Fotbal, abreviat LPF, este o asociație fotbalistică din România, care cuprinde cluburile de fotbal ce evoluează în primul eșalon românesc, Superliga României. A fost fondată în anul 1970 și îl are ca președinte pe Gino Iorgulescu.

## Istoric
Prima formulă de organizare a cluburilor profesioniste din România s-a numit Colegiul Divizionar A și a fost fondat la data de 5 octombrie 1970. Era condus de către Mircea Angelescu. Până în anul 1990, colegiul nu a luat nici o decizie remarcabilă. După 1990 au început schimbări reflectate mai ales în denumirea asociației: Liga Echipelor Divizionare A, Liga Națională de Fotbal sau Liga Cluburilor Profesioniste. La data de 10 octombrie, 1992 numele asociației s-a schimbat în Liga Profesionistă de Fotbal a Diviziei A, apoi, pe 22 ianuarie 1993, numele a devenit Liga Profesionistă de Fotbal A României.
La data de 30 septembrie 1996, Dumitru Dragomir a fost ales ca președinte a LPF, funcție deținută timp de douăzeci de ani , acesta schimbând sediul asociației pe strada Mihai Eminescu, nr. 47 (februarie 1997) . În decembrie 1997 s-a decis ca LPF să organizeze liga națională începând cu sezonul 1997–98 . La alegerile din octombrie 2000 și apoi, cele din noiembrie 2005, Dragomir a fost reales în funcția de președinte.
Pe data de 14 noiembrie 2013, Gino Iorgulescu a fost ales în funcția de președinte LPF, după 17 ani în care Dumitru Dragomir a condus Liga Profesionistă de Fotbal.

Vechea siglă
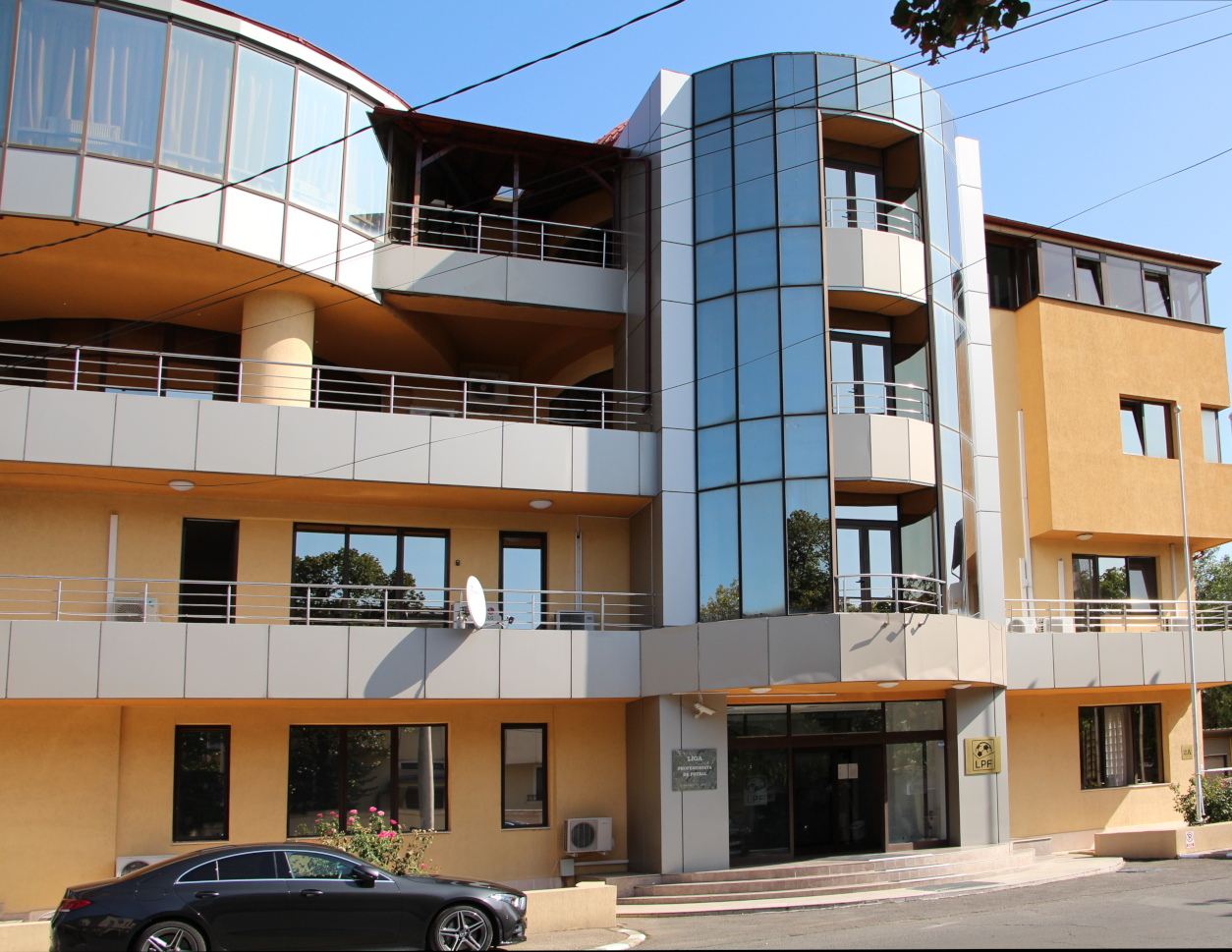
Sediul